# Francisco de Asís Cabrero
Francisco de Asís Cabrero Torres-Quevedo (Santander, 4 de Outubro de 1912 — Madrid, 26 de Fevereiro de 2005) foi um arquitecto espanhol.